# ياسمين بسيط الأوراق
ياسمين بسيط الأوراق (الاسم العلمي:Jasminum simplicifolium) هو نوع من النباتات يتبع جنس الياسمين من الفصيلة الزيتونية.